# F.J. Billeskov Jansen
Frederik Julius Billeskov Jansen (30. september 1907 i Hvidbjerg, Thy – 21. juni 2002 på Frederiksberg) var en dansk forfatter og dr.phil. i litteraturhistorie. Kendt som Billeskov.
Han blev student fra Herlufsholm i 1926. Herefter studerede han dansk og fransk ved Københavns Universitet 1926-32. I 1938 blev han gift med Vibeke Collet Henrichsen og var lektor i dansk sprog og litteratur ved Paris Universitet 1941. Billeskov var professor i dansk litteratur ved Københavns Universitet 1946-77.
Billeskov var redaktør af blandt andre værket Den Danske Lyrik. I 2003 udkom Det er forbudt at kede sig. En rejse med F.J. Billeskov Jansen 1907-2002, redigeret af Janus Billeskov Jansen og Hans Hertel med bidrag af Thomas Bredsdorff, Torben Brostrøm, Janus Billeskov Jansen og Hans Hertel.

## Priser og hædersbevisninger
- 1936: Københavns Universitets Guldmedalje (alm. litteraturvidenskab)
- 1948: Selskabet for de skiønne og nyttige Videnskabers Pris
- 1958: Holberg-Medaillen
- 1967: Medlem af Det Danske Akademi
- 1952: Ridder af Dannebrog
- 1960: Ridder af 1. grad af Dannebrog
- 1968: Kommandør af Dannebrog
- 1969: G.E.C. Gads Fonds Hæderspris
- 1972: Dansk Forfatterforenings H.C. Andersen Legat
- 1979: Krebs' Skoles Pris
- 1979: Æresdoktor ved Lunds universitet
- 1981: Æresdoktor ved Oslo Universitet
- 1984: Einar Hansens Forskningsfond, Malmø
- 1989: Ingenio et arti-medaljen
- 1991: Det Treschowske Fonds Legat
- 1992: Georg Brandes-Prisen

## Bogudgivelser
- Læsefrugter. Fra et langt livs erfaringer med litteraturen, Munksgaard-Rosinante, København 1995.
- Ludvig Holberg og Menneskerettighederne ... og andre Holbergstudier, C.A. Reitzels Forlag, København 1999.